# Гайо
Гайо населяют изолированные горные районы Северной Суматры на территории Индонезии, между областью расселения аче и каро-батаков. По коренным особенностям физического облика, языка и культуры гайо родственны батакам, в то же время в их языке и культуре очень явственны ачехские влияния. Это прежде всего относится к гайо, которые живут севернее народа ачех, в последнее время усилилось влияние восточносуматранцев. Язык — гайо.

## Верование
Религиозная принадлежность верующих — мусульмане-сунниты (влияние аче), но анимизм с его многочисленными обрядами и запретами пронизывает всю их жизнь. Основа которых является вера в духов, забота о душах умерших предков и вера в наличие у каждого человека души — тонди (жизненное начало человека, основа его характера и способностей). Так же для выяснения причин болезни гайо обращаются к знахарю-колдуну.

## История
В течение ряда столетий эта область считалась владением ачехских султанов, которые назначали сюда своих чиновников. До 1900 года страна гайо была пятном на карте, европейцы ничего не знали о ней, ни о её народах. После нескольких кровавых экспедиций голландцы к 1914 году покорили гайо.

## Традиции

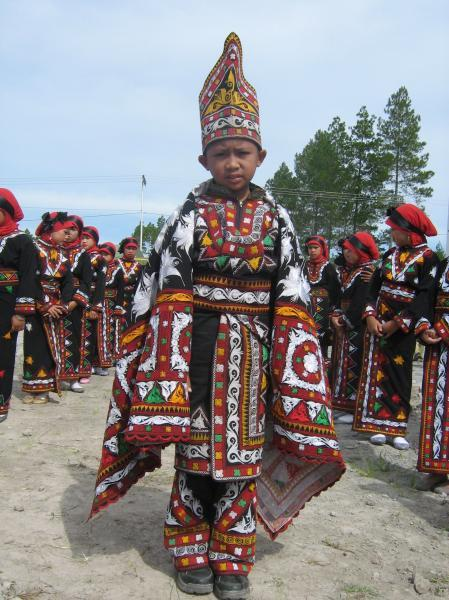

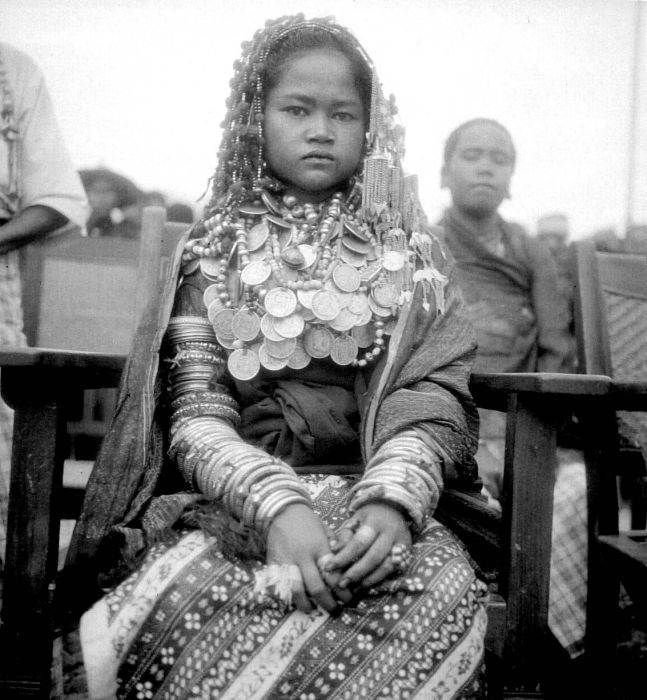
Невеста гайо

Гайо занимаются рисосеянием, широко практикуя ладанговую систему, а в долинах рек и побережья озер устраивая савахи. Они выращивают также некоторые клубнеплоды, табак, гамбир, разводят буйволов, в небольшом количестве лошадей. Растет роль насаждений каучуконосов и хлопкого дерева. Широко занимаются рыболовством во внутренних водоемах, лесными промыслами. Ремесла-обработка металлов, включая и драгоценные, плетение, гончарство-достигли высокого уровня. Их гончарные изделия считаются лучшими на всей Северной Суматре.
В деревнях дома стоят близко друг к другу. Застройка кучевая, лишь в некоторых деревнях принято застройка в два порядка. Дом напоминает аческий. Это длинная семейная постройка на сваях, по сторонам которой идут открытые галереи (мужская и женская), а в центре находятся комнатки для семейных пар. В каждой комнатке есть очаг. Вход в дом обычно с его торцовой стороны, где находится общая кухня. В пище основу составляет рис, мясо едят редко. Бетель жуют почти все. У гайо сильны родовые пережитки. Деревню населяют члены экзогамных отцовских родов-блах, сохраняется троичная фратриальная система — наследие исчезнувшего матрилатерального кросскузенного брака и кольцевого союза родов. Семья — расширенная (до 60 человек), которые имеют своих старейшин-роджо. Любопытно что многие роды гайо считают себя родственными с родами каро-батаков.
Семейное право-отцовское. Предложение о браке делает семья жениха после тщательного предварительного обсуждения с членами своего рода, живущими в данной деревне, и с согласия юноши и девушки. После сложной свадебной церемонии, включающей мусульманские и анимистические элементы (с обязательным «рисовым обрядом» и взаимным угощением бетелем), молодая жена переходит в дом мужа, принимает его родовое имя, сохраняя и своё родовое имя. Браки заключаются сравнительно поздно-в среднем в 18 лет, брачный союз прочен, обычно на всю жизнь. Добрачной половой свободой молодежь не пользуется.
После родов женщина в течение недели лежит у огня, воздерживаясь от питья, для того чтобы, по поверью, её тело очистилось и обрело прежние формы (этот обычай обычно тяжело отражался на здоровье женщины). Ребенка через несколько дней после появления на свет обмывают в ручье или реке, произнося различные заклинания для защиты от злых духов. После смерти мужа вдову может взять его брат, если он не сделает этого, она может вернуться домой, но дети остаются в большой семье мужа. Женщины исключены из наследования. Но положение женщины отнюдь не приниженное — при встрече ей уступают дорогу, мужчина обязан при этом слезть с коня и т. п.

## Внешний вид
Мужская одежда похожа на аческую, женская своеобразна, это короткая кофта до пояса без рукавов из черной или клетчатой ткани, с нашивками из красной материи. Платок — неотъемлемая часть костюма, женщины носят на поясе и обязательно украшения, дети носят их еще до того как наденут первую одежду. К украшениям также относиться сумочка для жевания бетеля. Обязательная часть парадного костюма — богато разукрашенные крисы и ножи. До недавнего времени практиковалось подпиливание зубов. Ткань упух улен-улен набрасывают на молодых во время церемонии бракосочетания, а также на плечи почётных гостей.